# ساختار
ساختار (به انگلیسی: Structure) به‌صورت کلی به الگو یا آرایش یا سازماندهی اجزای مرتبط در یک شیء مادی یا یک سیستم گفته می‌شود که بر اثر مشاهده یا بازشناخت الگو قابل تشخیص و کشف است.
ساختار در زبان فارسی با سازه دارای تفاوت است. سازه به ساختارهای سازمان دهی شده از سوی بشر گفته می‌شود که دارای وظایف مشخصی است و عموماً در مهندسی سازه و بعضاً در دیگر علوم مهندسی کاربرد دارد.
تفاوت ساختار با سازه در آن است که ساختار یک فرم طبیعی دارد حال آنکه سازه دارای طراحی انسانی و مخلوق دست بشر است. ساختارها انواع مختلفی دارند. اجزای ساختار می‌توانند دارای ارتباطی طولی (سلسله مراتبطی) یا ارتباط عرضی (موازی) باشند یا دارای روابطی پیچیده‌تر باشند.
از اصطلاح ساختار در علوم گوناگون مانند شیمی، ساختمان، زیست‌شناسی، موسیقی، علوم اجتماعی، اطلاعات رایانه‌ای و فن فیلنامه نویسی استفاده می‌شود و بسته به موضوع، مفاهیم متفاوتی ارائه می‌دهد.